# Alliance pour la conscience citoyenne
Pour les articles homonymes, voir ACC.
L'Alliance pour la conscience citoyenne (ACC) est un parti politique sénégalais, dirigé par Sidy Mbaye.

## Histoire
Enseignant dakarois atteint d'une handicap visuel en 1990, Sidy Mbaye s'implique dans plusieurs associations avant de fonder son parti le 9 avril 2005.

## Symboles
Son emblème est un globe terrestre dont l’épicentre est constitué d’un œil, sur fond de carré blanc.

## Organisation
Son siège se trouve à Dakar.